# Tom Petty and the Heartbreakers (álbum)
Tom Petty e os Heartbreakers é o álbum de estréia da banda de mesmo nome, lançado em 9 de novembro de 1976 pela Shelter Records. O álbum foi gravado e mixado no Shelter Studio em Hollywood, Califórnia.

## Lançamento e promoção
Inicialmente após o seu lançamento, o álbum recebeu pouca atenção nos Estados Unidos. Após uma turnê britânica, subiu para o 24º lugar na parada de álbuns do Reino Unido e o single "Anything That's Rock 'n' Roll" se tornou um sucesso no Reino Unido. Depois de quase um ano e muitas críticas positivas, o álbum alcançou as paradas americanas, onde alcançou o 55 ° lugar em 1978 e recebeu disco de ouro.
"Breakdown" foi lançado como single principal e alcançou o Top 40 nos EUA e "American Girl" se tornou uma das músicas de assinatura da banda.

## Recepção da critica
Revisando o Guia de Gravações de Christgau: Álbuns de Rock dos Anos Setenta (1981), Robert Christgau disse: "Os viciados em nostalgia atualizada e os readymades de rock and roll devem achar este um comentário astuto e autêntico sobre o dilema em evolução de Harold Teen. As músicas são bonitinhas, os riffs executados com mais dinamismo do que o habitual, e o canto atraente e fleumático. E como eles dizem no final de outros desenhos, isso é tudo, pessoal . " 

## Lista de músicas
Todas as faixas escritas e compostas por Tom Petty. 
| Lado A |                                 |         |  |
| N.º    | Título                          | Duração |  |
| 1.     | "Rockin' Around (With You)"     | 2:29    |  |
| 2.     | "Breakdown"                     | 2:43    |  |
| 3.     | "Hometown Blues"                | 2:14    |  |
| 4.     | "The Wild One, Forever"         | 3:03    |  |
| 5.     | "Anything That's Rock 'n' Roll" | 2:24    |  |

| Lado B |                                  |         |  |
| N.º    | Título                           | Duração |  |
| 6.     | "Strangered in the Night"        | 3:34    |  |
| 7.     | "Fooled Again (I Don't Like It)" | 3:50    |  |
| 8.     | "Mystery Man"                    | 3:03    |  |
| 9.     | "Luna"                           | 3:58    |  |
| 10.    | "American Girl"                  | 3:34    |  |

## Pessoal
Tom Petty and the Heartbreakers
- Tom Petty - vocais, guitarra elétrica, violão, sintetizador
- Mike Campbell - guitarra, violão
- Benmont Tench - piano, órgão de Hammond, sintetizador
- Ron Blair - baixo nas faixas 1–2, 4–5, 7–10, violoncelo na faixa 4
- Stan Lynch - bateria nas faixas 1–2, 4–5, 7–10, sintetizador na faixa 9

Músicos adicionais
- Jeff Jourard - guitarra elétrica nas faixas 2, 6, 7, 8
- Donald "Duck" Dunn - baixo na faixa 3
- Emory Gordy - baixo na faixa 6
- Randall Marsh - bateria na pista 3
- Jim Gordon - bateria na pista 6
- Tubarão Noah - maracas, pandeiro, sinos de trenó
- Charlie Souza - saxofone na faixa 3
- Phil Seymour - vocal de apoio nas faixas 2, 10
- Dwight Twilley - vocal de apoio na faixa 6